# رالف هیلز
رالف هیلز (انگلیسی: Ralph Hills؛ ۱۹ ژانویه ۱۹۰۲ – ۲۰ سپتامبر ۱۹۷۷ (۷۵ ساله) ورزشکار دو و میدانی اهل ایالات متحده آمریکا بود.
وی در مسابقات کشوری و بین‌المللی در مجموع برندهٔ ۱ مدال برنز شده‌ است.